# 中国铁路青藏集团
中国铁路青藏集团有限公司，原称青藏铁路公司，是中国国家铁路集团下属公司。为中华人民共和国政府全资拥有，以商业模式运作的公营机构。
国铁青藏集团线路延展长度3143.474公里，双线地段813.377公里，道岔1480组，桥梁1219座177987延长米，涵渠3513座64456延长米，隧道55座延长22071米。车站107个（一等站2个、二等站5个、三等站15个、四等站18个、五等站67个），线路所4个，辅助所1个。营业里程2207公里。国铁青藏集团配属机车估计至少245台，电力机车100台，机车型号包括DF4、DF4B、DF4D（含3000系）、DF5、DF7C、DF7G、DF8B、NJ2、HXD1C（300系）、HXD1D、HXN3，配属客车估计至少526辆，车底型号包括22B、25B、25G、25K、25T、高原型25T、高原型BSP（现公司名为BST），配属CRH5G型动车组列车4对；主要信号设备为，股道自动化系统2个，联锁道岔1368组，道岔融雪装置32站（玉珠峰至当雄）199套，轨道电路站内区段1792个，区间闭塞分区542个，信号机3010架，机车信号243台，无线平面调车监控系统7站。换算道岔18281.254组。

## 沿革
1958年，兰青线河口南至西宁段全面开工修建的同时，开工建设西宁至希里沟段。1960年11月，铺轨通车至海晏。1961年临管运营。1979年7月铺轨至格尔木，同年9月铺轨至南山口。1984年5月柯柯至南山口段交付临管运营。1985年7月西宁至格尔木段全线由兰州铁路局西宁铁路分局正式运营。2001年2月国务院同意青藏铁路建设方案，批准立项，同年6月正式批准，开工建设。
2002年7月27日，国务院批复成立青藏铁路公司，由铁道部管理、监督。2002年，青藏铁路公司进行了工商登记。2002年9月3日，青藏铁路公司在西宁挂牌成立，中共中央政治局委员、国务院副总理吴邦国出席成立仪式并向青藏铁路公司授牌。青藏铁路公司是由铁道部管理、监督的国有大型企业，具有独立的企业法人资格，实行自主经营，独立核算。青藏铁路公司的经营范围是：前期主要从事青藏铁路格尔木至拉萨段建设，后期以整个青藏铁路运营为主，并实行多元经营。具体经营范围是：主营铁路客货运输；铁路运输设备、设施、配件的制造、安装、维修，物资招标采购、仓储与供销；兼营工程勘察设计、施工管理、建设项目的承发包，工程建设和铁路运营咨询、旅游、服务业。公司所在地为青海省西宁市。
青藏铁路公司成立初期，主要负责青藏铁路格尔木至拉萨段的铁路建设管理。2004年6月19日，西宁铁路分局从兰州铁路局整建制划出，并入青藏铁路公司，实行公司直管站段的新体制，开始承担铁路建设和铁路运营管理的双重职能。2004年6月22日18时，兰州铁路局与青藏铁路公司正式交割运输指挥权，青藏铁路公司调度由铁道部调度直接指挥。2005年10月青藏铁路铺轨抵达拉萨市。2006年7月1日青藏铁路全线通车运营。
2005年，青藏铁路公司管辖兰青线、青藏线2条干线，宁大、茶卡、哈柴3条直支线。营业里程1095公里，正线1102.598公里；配属机车139台、客车503辆；车站79个，其中一等站1个、二等站3个、三等站13个、四等站30个、五等站32个。随着国家《中长期铁路网规划》的实施，管内先后建成青藏铁路格拉段、兰新客专线、拉日线、敦煌线、格库线已经开通运营，拉林铁路正在建设中，西宁-成都铁路纳入建设规划。
2005年，撤销格爾木机务段并入西宁机务段。2011年，恢复格爾木机务段。
2009年4月兰青二线电气化开通运营。2010年11月哈木铁路正式运营。2014年8月拉日铁路正式开通运营。2014年12月新关角隧道双线正式通车。2014年12月25日新西宁站正式投入使用，同年12月26日，“兰新客专”全线开通运营。
截至2012年6月末，青藏铁路公司共有运输站段17个，运输业辅助单位2个，非运输企业6个。管辖兰青铁路（海石湾至西宁）、青藏铁路（西宁至拉萨）2条干线，茶卡、宁大、双湟3条支线和1条哈木合资铁路，营业里程2393公里。
截至2016年末，青藏铁路公司管辖铁路跨甘肃省、青海省、西藏自治区，有兰青线、兰新客专线、青藏线、拉日线、敦煌线5条干线，宁大、茶卡、双湟3条支线，控股管理哈木铁路。管辖线路延展长度4840.769公里，其中正线长4114.761公里、站线长726.008公里；双线地段2168.505公里；正线无缝线路延展长3449.059公里。分布在青海省境内里程2259公里、甘肃省境内6公里、西藏自治区境内802公里。车站129个（含2个线路所、1个辅助所），其中一等站3个、二等站9个、三等站16个、四等站30个、五等站68个。配属机车337台、客车769辆、 CRH5G型动车5组。普速铁路与兰州铁路局以海石湾为交界口，兰新客专与兰州铁路局分别与民和南、浩门为交界口。运输站段19个、运输辅助单位3个、非运输企业8个、其他单位1个，职工22222人。
2015年8月，青藏铁路公司通过国家5A级综合型物流企业评审，成为青海省和西藏自治区首家取得5A级物流资质的企业。
2017年11月4日，济南、乌鲁木齐、南昌、北京、哈尔滨、武汉、郑州、上海、呼和浩特、昆明、青藏铁路公司等11家铁路局（公司）的名称变更通过国家工商行政管理总局核准，青藏铁路公司名称变更为中国铁路青藏集团有限公司（（国）名称变核内字[2017]第5299号）。
2017年11月16日，在国家企业信用信息公示系统中，中国铁路青藏集团有限公司已完成工商登记变更。工商登记变更后，中国铁路青藏集团有限公司仍为中国铁路总公司100%控股的公司，公司由原先的全民所有制企业变成有限责任公司（非自然人投资或控股的法人独资）企业，注册资本由原先的623.9202亿变更为1027.8526亿元人民币，出资人由铁道部哈尔滨铁路局变更为中国铁路总公司，经营范围增加房地产开发和经营、所属土地综合开发利用，铁路专用设备及相关工业设备的制造、安装、维修、销售、租赁，建筑装饰装修工程，商务信息咨询，计算机系统设计等。
2017年11月19日，中国铁路青藏集团有限公司正式挂牌。

## 机构设置
中国铁路青藏集团有限公司设置下列站段：

### 车站
- 西宁站
- 格尔木站
- 德令哈站
- 那曲站
- 拉萨站

### 车务段
- 西宁车务段
- 格尔木车务段
- 德令哈车务段

### 客运段
- 西宁客运段

### 机务段
- 西宁机务段（青藏宁段）
- 格爾木机务段（青藏格段）

### 供电段
- 西宁供电段

### 工务段
- 西宁工务段
- 格尔木工务段
- 德令哈工务段

### 车辆段
- 西宁车辆段（客车段）（内有西宁动车所）
- 西宁东车辆段

### 其他站段
- 西宁电务段
- 西宁通信段
- 西宁工务机械段
- 房建生活段

## 历任领导
青藏铁路公司
| 总经理 - 卢春房（2002年9月—2005年3月） - 李文新（2005年4月—2006年9月） - 朱明瑞（2006年9月—2008年） - 卢永忠（2008年—2010年4月30日） - 包楚雄（2010年4月30日—2013年10月） - 王忠玉（2013年10月—2017年） - 王新春（2017年—2017年） | 党委书记 - 卢春房（2002年9月—2005年3月） - 黄弟福（2005年—2007年9月25日） - 朱明瑞（2007年9月25日—2008年5月） - 白晓春（2008年5月—2009年） - 王忠玉（2009年—2012年） - 王新文（2012年—2013年10月） - 徐双永（2013年—2014年） - 王奭（2014年—2017年9月） |

中国铁路青藏集团有限公司
| 董事长 - 王奭（2017年9月—） | 总经理 - 朱生宪（2017年9月—） | 党委书记 - 王奭（2017年9月—） |

## 管辖范围
中国铁路青藏集团有限公司管辖下列铁路区间：

| 干线 - 兰青铁路（海石湾（虎头崖隧道）-西宁西（七号道口））113.008（未经过准确计算）公里 - 青藏铁路（西宁西（七号道口）-拉萨）1156公里 - 拉日铁路（拉萨-日喀则）253公里 - 拉林铁路（拉萨-林芝）435.48公里 - 兰新铁路第二双线（民河南-浩门）201.3公里。 | 支线 - 西海铁路（海晏-海晏北）2.634公里 - 德南至德北铁路（德令哈-德令哈北）4.366公里 - 宁大铁路（西宁（小桥站）-大通）35.793公里 - 双湟铁路（双寨-湟源）43.641公里 - 茶卡铁路（察汗诺-茶卡）36.517公里 - 哈木铁路（哈尔盖-木里）141.398公里。 - 甘和园铁路（双寨-甘河园）11.550公里 |